# Elaeocarpus
Elaeocarpus es un género de plantas  perteneciente a la familia Elaeocarpaceae.  Comprende 756 especies descritas y de estas, solo 479 aceptadas.

## Descripción
Son árboles y arbustos perennes distribuidos por las regiones tropicales y subtropicales de Madagascar, India, sudeste de Asia, Malasia, Japón, Australia, Nueva Zelanda, Hawái, Borneo y Nueva Guinea. Algunas especies se conocen con el nombre de julpai de la India.

## Taxonomía
El género fue descrito por Carlos Linneo y publicado en Species Plantarum 1: 515. 1753. La especie tipo es: Elaeocarpus serratus L.  

## Especies seleccionadas
- Elaeocarpus acmocarpus
- Elaeocarpus acmosepalus
- Elaeocarpus angustifolius
- Elaeocarpus dentata
- Elaeocarpus holopetalus
- Elaeocarpus kirtonii
- Elaeocarpus obovatus
- Elaeocarpus reticulatus
- Elaeocarpus silvestris